# Tirol (land)
Tirol este un land federal situat în vestul Austriei. Referințele istorice despre Tirol (înainte de Primul Război Mondial) cuprind Tirolul de Nord, Tirolul de Sud, Tirolul de Est și regiunea Trento. Actualul land Tirol cuprinde doar partea nord și de est. Tirolul de Sud și Trento, cedate Italiei în anul 1919 în urma Tratatului de la Saint-Germain, sunt grupate în regiunea italienească Trentino-Tirolul de Sud. 
Regiunea muntoasă se află în vecinătatea land-urilor Vorarlberg la vest și Salzburg, Carintia la est. Este împărțit în două părți de o fâșie cu o lățime de 10-20 km a landului Salzburg. Granițele nordice și sudice ale părții vestice constituie granițele Austriei cu Bavaria, Germania (nord) și Bolzano/ Bozen, Italia (sud).
Capitala sa este Innsbruck. Orașul este renumit pentru universitatea sa, în special pentru tehnicile moderne de medicină. Tirol este apreciat pentru resorturile sale de schi, ca și Kitzbühel și St. Anton. Alte orașe mari sunt: Kufstein, Schwaz, Reutte și Landeck.
Euroregiunea Tirol - Tirolul de Sud - Trento, înființată la data de 18 mai 1998, cuprinde toate teritoriile Tirolului istoric.

## Politica

### Partidele landtag-ului în Parlamentul regional (2015)
- ÖVP: 16 locuri
- Lista lui Dinkhauser: 7
- SPÖ: 5
- Verzii: 4
- FPÖ: 4

Fritz Dinkhauser este membru din ÖVP. Cu toate acestea, a fondat o listă separată pentru alegeri.

## Economie și infrastructură

### Turism
Turismul este un sector important în Tirol. Doar prin turism se genereaza o medie de 18% din produsul regional brut al Tirolului. 71.000 de persoane lucrează și sunt angajate în sectorul de turism.
În anul turistic 2012/2013 au venit în Tirol 10.203.166 de oaspeti. Aproximativ jumătate din acești turiști au venit din Germania (51%). Pe lângă aceștia, mulți turiști vin din Țările de Jos (10.4%), restul Austriei (8.6%), Elveția (5.7%), Marea Britanie (3.7%) și Belgia (3.4%). 179.380 de vizitatori au venit din România (0.7%).
Sezonul de iarnă este mai plin și mai important decât cel de vară. 58% din cazări au fost în sezonul de iarnă și 42% în sezonul de vară.